# Alexandra Wong
Alexandra Wong Fung Yiu, també coneguda popularment com a Grandmother Wong (en xinès: 王鳳瑤; Sham Shui Po, Hong Kong, 16 de maig de 1956) és una activista social i política de Hong Kong.
A favor dels moviments que reclamen més llibertat al govern xinès, es feu conèixer mediàticament i internacionalment el 2019 quan va fer onejar una gran bandera britànica durant les protestes a favor de la democràcia. Desaparegué a l'agost del 2019 i no va fer cap aparició pública fins al 17 d'octubre del 2020. Aquell dia, mitjançant una conferència de premsa a Hong Kong, anuncià que havia estat detinguda a la Xina continental durant 14 mesos.

## Biografia
Alexandra Wong va néixer el 16 de maig de 1956 a Sham Shui Po, en l'aleshores colònia britànica de Hong Kong. Els seus pares havien fugit de la Xina continental cap a l'illa durant la Segona Guerra sinojaponesa. Feu estudis de comptabilitat i de música abans de treballar com a auditora de comptes. Als trenta anys, es va instal·lar a la capital d'Àustria, Viena, per a estudiar-hi tècnica de cant, i posteriorment visqué als Estats Units.